# Aleksandr Trepov

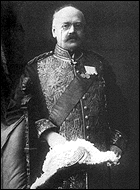
Aleksandr Trepov in 1916

Aleksandr Fjodorovitsj Trepov (Russisch: Александр Фёдорович Трепов) (Kiev, 30 september 1862 - Nice, 10 november 1928) was een Russisch politicus.

## Levensloop
Aleksandr Trepov was de zoon van generaal Fjodor Trepov (1812-1889), de man die de Poolse Januariopstand (1863-1865) onderdrukte.
Aleksandr Trepov was lid van het Pagekorps. Vanaf 1889 was hij werkzaam op het ministerie van Binnenlandse Zaken van Rusland. Vanaf 1896 was hij verbonden aan het keizerlijk hof te Sint-Petersburg. Hij werd omstreeks 1900 kamerheer en vanaf 1905 jagermeester. In 1906 werd hij lid van de Regerende Senaat. Op 14 januari 1914 werd hij lid van de Staatsraad en op 12 november 1915 werd hij minister van Spoorwegen en Verbindingen. Onder zijn ministerschap werd de Moermanskbrug gebouwd.
Aleksandr Trepov volgde op 23 november 1916 Boris Stürmer op als premier van Rusland. In tegenstelling tot zijn voorganger was hij een fel tegenstander van de invloed van Raspoetin. Hij probeerde tevergeefs om minister van Binnenlandse Zaken Aleksandr Protopopov, de voornaamste aanhanger van Raspoetin in de regering, te verwijderen uit het kabinet.
Toen Raspoetin en de tsarina dit wisten te voorkomen en Trepov, gesteund door de hofkanselier Aleksandr Mosolov (zijn zwager), trachtte hij Raspoetin om te kopen. In ruil voor een huis en een vorstelijk bedrag moest Raspoetin uit de buurt van de tsaristische familie blijven. Raspoetin ging hier niet op in. Op 9 januari 1917 werd Trepov ontslag verleend. Hij werd opgevolgd door prins Nikolaj Golitsyn.
Na de Oktoberrevolutie trachtten Trepov en graaf Paul von Benckendorff de nieuwe Duitse ambassadeur Wilhelm Graf von Mirbach (1871-1918) te vermurven om de Duitse regering te bewegen om de voormalige tsaar Nicolaas II van Rusland en de diens familie te beschermen.
Later steunde Trepov de Witte (contrarevolutionaire) regeringen om vervolgens in 1919 uit te wijken naar Finse hoofdstad Helsinki. Van daar uit emigreerde hij naar Frankrijk. Hij overleed eind 1928 op 66-jarige leeftijd te Nice.